# Cheyenne Harry
Cheyenne Harry ist der Titelheld einer US-amerikanischen Westernfilmreihe. 
Die Idee stammte von Harry Carey, der auch die Hauptrolle übernahm. Nach neun Folgen kam der junge John Ford auf den Regiestuhl. Die Lauflänge der Stummfilme betrug zwischen zwei und sechs Filmrollen. Nur wenige der von der Universal hergestellten Filme blieben erhalten. Für den Produzenten William Berke kehrte der Hauptdarsteller noch zweimal in die Rolle zurück. Die Regie dieser Tonfilme übernahm Harry Fraser.
Keiner der Streifen war in deutschsprachigen Kinos zu sehen.

## Filme
| Jahr | Titel                    |
| ---- | ------------------------ |
| 1916 | A Knight of the Range    |
| 1917 | Blood Money              |
| 1917 | The Bad Man of Cheyenne  |
| 1917 | The Outlaw and the Lady  |
| 1917 | The Drifter              |
| 1917 | Goin’ Straight           |
| 1917 | The Honor of an Outlaw   |
| 1917 | A 44-Calibre Mystery     |
| 1917 | Six-Shooter Justice      |
| 1917 | The Soul Herder          |
| 1917 | Cheyenne’s Pal           |
| 1917 | Straight Shooting        |
| 1917 | The Secret Man           |
| 1917 | A Marked Man             |
| 1917 | Bucking Broadway         |
| 1918 | The Phantom Riders       |
| 1918 | Wild Women               |
| 1918 | Thieves’ Gold            |
| 1918 | Hell Bent                |
| 1918 | Three Mounted Men        |
| 1919 | Roped                    |
| 1919 | A Fight for Love         |
| 1919 | Bare Fists               |
| 1919 | Riders of Vengeance      |
| 1919 | Ace of the Saddle        |
| 1919 | A Gun Fightin’ Gentleman |
| 1919 | Marked Men               |
| 1936 | Ghost Town               |
| 1936 | Aces Wild                |